# Gynoplistia (Gynoplistia) yarrumba
Gynoplistia (Gynoplistia) yarrumba is een tweevleugelige uit de familie steltmuggen (Limoniidae). De soort komt voor in het Australaziatisch gebied.